# Gerhard Pfaffenbichler
Gerhard Pfaffenbichler (Salisburgo, 26 marzo 1961) è un ex sciatore alpino austriaco.

## Biografia
Specialista delle prove veloci, Pfaffenbichler ottenne il primo risultato internazionale di rilievo agli Europei juniores di Achenkirch 1979, dove vinse la medaglia d'argento nella discesa libera. In Coppa del Mondo colse il primo piazzamento il 7 dicembre 1980 sul tracciato di Val-d'Isère, giungendo 8º nella medesima specialità, e il primo podio il 5 marzo 1981 ad Aspen, arrivando 3º sempre in discesa libera dietro al sovietico Valerij Cyganov e al compagno di squadra Harti Weirather.
Il 28 gennaio 1983 nella discesa libera disputata a Sarajevo si aggiudicò l'unico successo di carriera in Coppa del Mondo, nonché secondo e ultimo podio, piazzandosi davanti al canadese Steve Podborski e al connazionale Franz Klammer; partecipò ai XV Giochi olimpici invernali di Calgary 1988, sua unica presenza olimpica, classificandosi 5º nella discesa libera vinta dallo svizzero Pirmin Zurbriggen. L'ultimo piazzamento  della sua attività agonistica fu il 15º posto ottenuto nella discesa libera di Coppa del Mondo disputata il 20 gennaio 1989 sulla Lauberhorn di Wengen; non ottenne piazzamenti ai Campionati mondiali.

## Palmarès

### Europei juniores
- 1 medaglia[1][2]:
  - 1 argento (discesa libera ad Achenkirch 1979)

### Coppa del Mondo
- Miglior piazzamento in classifica generale: 28º nel 1981
- 2 podi (entrambi in discesa libera):
  - 1 vittoria
  - 1 terzo posto

#### Coppa del Mondo - vittorie
| Data            | Località | Paese      | Specialità |
| --------------- | -------- | ---------- | ---------- |
| 28 gennaio 1983 | Sarajevo | Jugoslavia | DH         |

Legenda:

DH = discesa libera

### Coppa Europa
- 1 podio[senza fonte]

### Nor-Am Cup
- Vincitore della classifica di supergigante nel 1988[senza fonte]

### Campionati austriaci
- 1 medaglia[1]:
  - 1 oro (discesa libera nel 1981)